# MDC (amerikai együttes)
Az MDC (a "Millions of Dead Cops" 
rövidítése)  amerikai hardcore punk-zenekar. 1979-ben alakult meg a texasi Austinban. Eredetileg "The Stains" volt a nevük. Az "MDC" rövidítés jelentése minden új album kiadásával változott.

## Tagjai
Jelenlegi tagjai: Dave Dictor, Ron Posner, Mike Smith, Al Schvitz és Russ Kalita.

## Diszkográfiája
- Millions of Dead Cops (1982)
- Smoke Signals (1986)
- This Blood's For You (1987)
- Metal Devil Cokes: It's the Real Thing (1989)
- Hey Cop, If I Had a Face Like Yours: Millions of Dead Cops II (1991)
- Shades of Brown (1993)
- Magnus Dominus Corpus (2004)